# Hank Soar

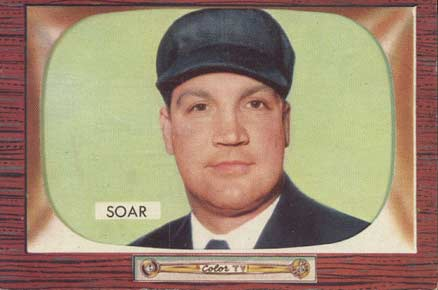
Imagem do Jogador norte-americano Hank Soar.

Hank Soar foi um jogador de futebol americano estadunidense que foi campeão da Temporada de 1938 da National Football League jogando pelo New York Giants.